# Interkosmos 5
Interkosmos 5 (Интеркосмос 5 em russo), também denominado de DS-U2-IK Nº 2, foi um satélite artificial soviético lançado em 2 de dezembro de 1971 por meio de um foguete Kosmos-2I a partir da base de Kapustin Yar.

## Características
O Interkosmos 5 foi o segundo membro da série de satélites DS-U2-IK e foi dedicado ao estudo da ionosfera terrestre. Levava a bordo instrumentos soviéticos e tchecos para medir a composição e variação temporal dos fluxos de partículas carregadas e para medir o espectro das ondas eletromagnéticas de baixa frequência, entre 20 e 70 kHz. O satélite foi seguido por estações terrestres localizadas tanto na União Soviética como na Tchecoslováquia e na República Democrática Alemã.
O mesmo estava enquadrado dentro do programa de cooperação internacional Interkosmos entre a União Soviética e outros países. Foi injetado em uma órbita inicial de 1200 km de apogeu e 205 km de perigeu, com uma inclinação orbital de 48,4 graus e um período de 98,5 minutos. Reentrou na atmosfera em 7 de abril de 1972.